# A New Kind of Love
A New Kind of Love (bra Amor Daquele Jeito) é um filme estadunidense de 1963, do gênero comédia dramático-romântica, escrito e dirigido por Melville Shavelson.

## Elenco
- Paul Newman .... Steve Sherman
- Joanne Woodward .... Samantha Blake
- Thelma Ritter .... Leena
- Eva Gabor .... Felicienne Courbeau
- George Tobias .... Joseph Bergner
- Marvin Kaplan .... Harry
- Jan Moriarty .... Suzanne
- Robert Clary .... Francês no restaurante

## Prêmios e indicações
| Prêmio             | Categoria                         | Recipiente      | Resultado |
| ------------------ | --------------------------------- | --------------- | --------- |
| Oscar 1964         | Melhor figurino                   | Edith Head      | Indicado  |
| Oscar 1964         | Melhor trilha sonora              | Leith Stevens   | Indicado  |
| Globo de Ouro 1964 | Melhor atriz - comédia ou musical | Joanne Woodward | Indicado  |

## Sinopse
Uma designer de moda se faz passar por uma prostituta para que um jornalista prepare uma reportagem, até que acaba se apaixonando por ele.